# تشاد بيسلي
تشاد بيسلي (بالإنجليزية: Chad Beasley)‏ هو لاعب كرة قدم أمريكية أمريكي، ولد في 13 نوفمبر 1978 في Upper St. Clair Township, Pennsylvania ‏ في الولايات المتحدة.

## وصلات خارجية
- تشاد بيسلي على موقع مرجع كرة القدم المحترفة.كوم (الإنجليزية)